# Gherontie Nicolau
Gherontie Nicolau (pe numele de mirean: Grigorie Nicolau; n. 1 aprilie 1867, satul Mănăstioara, județul Vrancea – d. 28 decembrie 1948, București) a fost un cleric ortodox român, care a îndeplinit demnitățile de arhiereu-vicar al Episcopiei Tomisului (1923-1926) și apoi de episcop al Constanței (4 februarie 1926 - 1 ianuarie 1942).